# Пилипишин, Виктор Петрович
Виктор Петрович Пилипишин (укр. Віктор Петрович Пилипишин; род. 6 апреля 1961, Равское, Львовская область) — украинский политик и предприниматель. Депутат Верховной рады Украины VI и VII созывов (2007—2008, 2014) и Киевского городского совета. Глава Шевченковского района Киева (2006—2010). Являлся членом Народной партии. Кандидат юридических наук. Заслуженный юрист Украины (2005).

## Биография
Родился 6 апреля 1961 года в селе Равское Львовской области. Отец — Пётр Ильич, мать — Мария Ивановна. Окончил школу в селе Шевченково Николаевской области.
Трудовую деятельность начал в 1978 году слесарем на Киевском судоремонтном заводе, где работал в течение года. После прошёл срочную службу в рядах советской армии. В 1981 году стал студентом Харьковского юридического института, который окончил спустя четыре года. С 1985 по 1988 год работал следователем в ГУ МВД Киева. По словам Пилипишина, в 1987 году, проживая с родителями в селе он купил автомобиль «Запорожец», на котором подрабатывал таксистом.
В 1988 году получает должность заведующего орготдела исполкома Печерского районного совета Киева. В 1990 году становится главным юристом Государственной налоговой инспекции Киева.
В 1991 году получил свидетельство адвоката и стал членом Президиума Киевской городской коллегии адвокатов. Параллельно начал заниматься предпринимательской деятельностью. Возил в Турцию, Польшу и Румынию водку, а от туда привозил на продажу джинсы. Позже занялся импортом автомобилей из Германии и России. Накопив необходимый капитал его компания «Стоик» в 1996—1997 годах купила молочный завод и начала скупать теплицы. Позже стал заниматься выращиванием цветов и производством чая.
В 1998 и 2002 годах избирался депутатом Киевского городского совета. На парламентских выборах 2002 года шёл по спискам блока «За единую Украину». Пилипишин являлся одним из главных спонсоров Народной партии Владимира Литвина. В 2004 году становится первым заместителем главы Печерской районной государственной администрации, а позже получает аналогичную должность в Шевченковском районе. В ходе Оранжевой революции являлся сторонником Виктора Ющенко. В ходе протестных акций Пилипишин разрешил активистам использовать принадлежащий ему выставочный центр «КиевЭкспоПлаза» для палаточного лагеря. С 2005 по 2006 год занимал должность заместителя главы Киева Александра Омельченко. На парламентских выборах 2007 года являлся главой избирательного штаба Блока Литвина в Киеве.
30 июня 2006 года Президент Украины Виктор Ющенко назначил Пилипишина главой Шевченковской РГА. В годы руководства районом был одним из оппонентов действующего главы Киева Леонида Черновецкого.
На парламентских выборах 2007 года как член Народной партии был избран депутатом Верховной рады, пройдя по списку Блока Литвина. Являлся заместителем главы Комитета по вопросам государственного строительства и местного самоуправления. На досрочных выборах главы Киева 2008 года Пилипишин занял четвёртое место, набрав 6,71 % голосов избирателей. Тем не менее, он был избран депутатом Киевского городского совета, однако отказался от кресла в горсовете. 23 мая 2008 года он также сложил с себя полномочия депутата парламента, сосредоточившись на работе главы Шевченковской райадминистрации.
В конце 2008 года стал почётным председателем общественного движения «Киевляне прежде всего!». В январе 2010 года политический исполнительный комитет Народной партии решил отстранить Пилипишина от руководства киевского отделения партии. В ответ на этом сам Пилипишина написал заявление о выходе из партии. Летом 2010 года Пилипишин объявил, что руководит партией «Киевляне прежде всего!», которая незадолго до этого именовалась как Гражданская партия Украины. 24 ноября 2010 года президент Виктор Янукович отстранил Пилипишина от должности главы Шевченковской РГА.
В апреле 2011 гола прокуратура Киева начала расследовать уголовное дело в отношении Виктора Пилипишина по части 3 статьи 365 Уголовного кодекса Украины (превышении власти и служебных полномочий). Прокуратура подозревала, что Пилипишин причастен к передаче одной частной компании жилого четырёхэтажного дома по заниженной цене и вечерней школы. Предполагаемый ущерб оценивался в 15 миллионов гривен. 30 апреля 2013 года суд сменил подписку о невыезде Пилипишина на залог в 289 тысяч гривен. 18 ноября 2013 года суд вынес Пилипишину оправдательный приговор по данному делу.

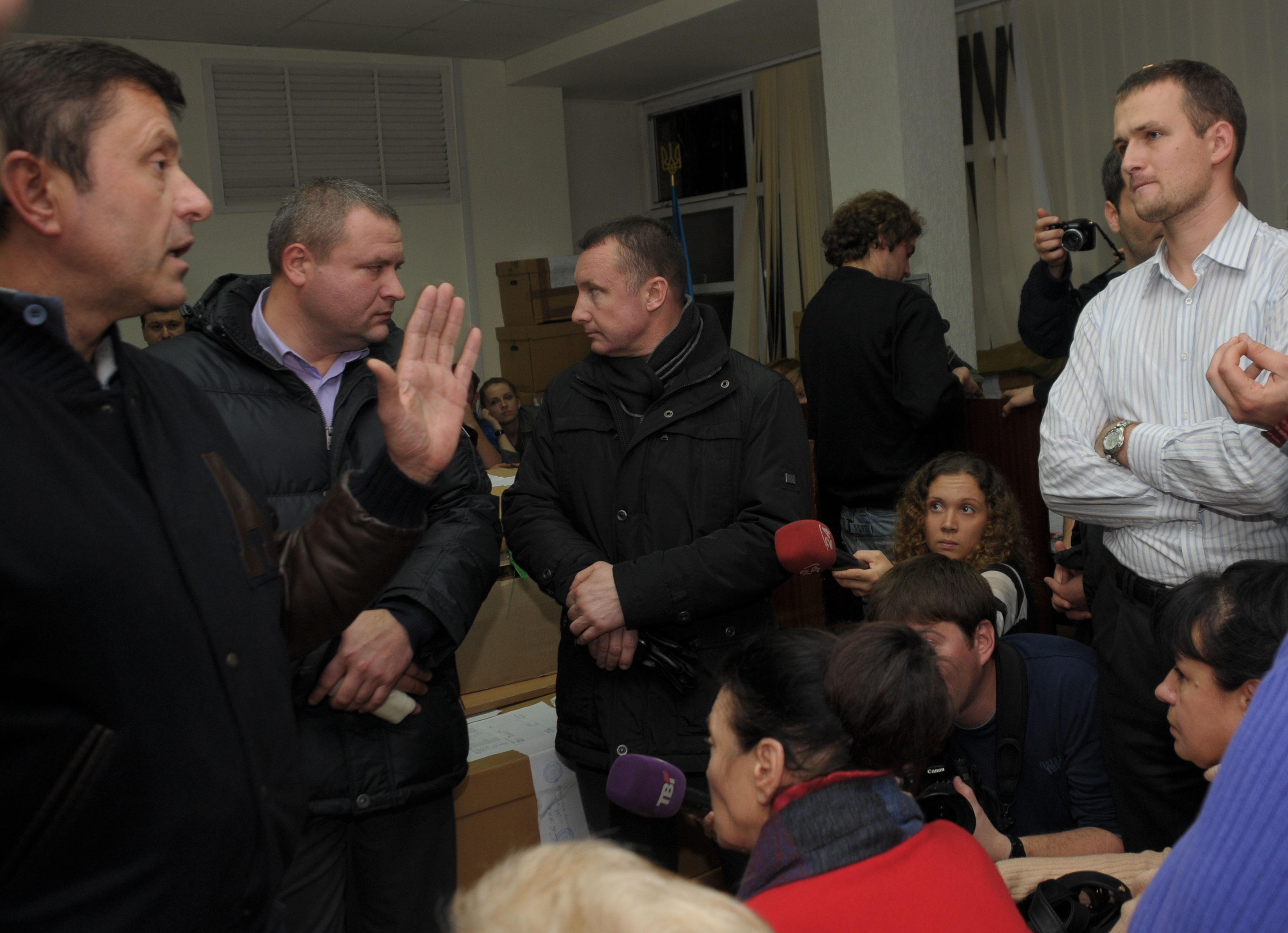
Пилипишин и Левченко, 2012

В 2012 году как мажоритарщик баллотировался в Верховную раду по 223 округу (Шевченовский район). Пилипишин являлся фаворитом на округе, где его главным оппонентом стал Юрий Левченко из ВО «Свобода». Избирательная капания Пилипишин отмечалась раздачей избирателям чая, чашек и мёда. В результате чего его оппонент Вадим Гладчук подал иск в Киевский апелляционный административный суд о подкупе Пилипишином избирателей. Суд в итоге отклонил иск. 223 округ стал известен после того, как в течение нескольких дней после окончания процесса голосования ЦИК Украины не мог установить результат выборов. Левченко и другие представители «Свободы» обвинили Пилипишина в фальсификациях. 9 ноября 2012 года окружная избирательная комиссия признала победителем Пилипишина, который оторвался от Левченко на 442 голоса. Спустя три дня стало известно, что прокуратура возбудила уголовное дело по факту фальсификаций избирательных бюллетеней на 223 округе. ЦИК Украины в итоге признал, что на данном округе невозможно установить результат выборов и назначил повторное голосование. Пилипишин назвал такое решение незаконным. Спустя девять месяцев прокуратура заявила, что она не проводит расследование фальсификации на 223 округе, поскольку МВД Украины не завершило расследование и не передало дело.
Новое голосование на 223 округе было назначено на 15 декабря 2013 года и совпало с началом Евромайдана. Правящая партия «Партия регионов» не зарегистрировала своего кандидата на выборах, что трактовалась как поддержка Пилипишина действующей властью. Пилипишин рассматривал депутатский мандат как промежуточный, перед борьбой за должность мэра Киева. В итоге он набрал 44,89 % голосов и стал народным депутатом.
Во время Евромайдана в его «КиевЭкспоПлазе» вновь разместились активисты протестного движения, численностью 1,5 тысячи человек. Депутат Львовского областного совета Александр Ганущин в знак признания предлагал наградить Пилипишина почётной грамотой облсовета. Несколько позже члены ВО «Свобода» распространили заявление, где сообщалось, что сторонникам Евромайдана было отказано в ночёвке в «КиевЭкспоПлазе». Несмотря на это один из соучредителей выставочного центра Валерий Пекар опроверг данную информацию.
Присягу народного депутата V созыва Пилипишин принёс 15 января 2014 года. В ходе выступления оппозиционные депутаты кидали в сторону Пилипишина гречку и обливали водой. На следующий день он проголосовал за законы 16 января, получивших неофициальное название как «законы о диктатуре». Спустя почти неделю Пилипишин заявил, что данные законы были приняты с нарушением процедуры и призвал их отменить. Позже, Пилипишин отрицал своё участие в голосовании за законы 16 января.
В начале февраля 2014 года чай «Батик», производимый предприятиями связанными с Пилипишиным, был включён активистами в список товаров, которые следует бойкотировать, поскольку они связаны с Партией регионов. В ответ на это Пилипишин назвал активистов импотентами и предложил им пить чай «Майский» или «Принцессу Нури». 27 февраля 2014 года Пилипишин вошёл в депутатскую группу «Суверенная европейская Украина». В марте 2014 года Пилипишин был включён Государственным советом Республики Крым в список лиц, пребывание которых на территории полуострова является нежелательным.
25 сентября 2014 года политик стал жертвой «мусорной люстрации». Сторонники Евромайдана бросили Пилипишина в мусорную корзину и облили краской, обвинив его в коррупции, фальсификациях и голосовании за законы 16 января. Пилипишин сообщил, что опознал трёх сторонников ВО «Свободы», участвовавших в парламентской избирательной кампании 2012 года. МВД Украины задержало одного из подозреваемых и открыло уголовное дело по статье «хулиганство».
30 сентября 2014 года Пилипишин в последний день приёма заявлений был зарегистрирован кандидатом в народные депутаты Украины по 223 округу. Пилипишин в итоге проиграл выборы на округе, признав победу Юрия Левченко.

## Состояние и бизнес
В 2005 году в декларации о доходах указывал сумму более 7,5 миллионов гривен. Пилипишин организовал предприятие «Теплицы Украины», ставшее одним из главных игроков на цветочном рынке страны. Также он контролировал «Украфлору», оборот которой в 2005 году составлял около 15 миллионов евро. В 2007 году Пилипишин продал свою долю в предприятиях «Киевская овощная фабрика» и «Теплицы Украины». Также он занимался производством чая, который продавался под марками «Аскольд» и «Батик». Является владельцев выставочного центра «КиевЭкспоПлаза». Ряд его активов входили в группу компаний «Стоик».
Совладелец торговых марок «Аскольд», «Батик», «Домашний» и «Добра кава».
Его дом на улице Бакинской в Киеве юридически принадлежит супруге и детям. Другой его трёхэтажный дом в районе Виноградарь был построен по проекту архитектора Юрия Писковского.

## Награды и звания
- Заслуженный юрист Украины (2005)[2]
- Орден «За заслуги» ІІІ степени (11 апреля 2008) — за весомые достижения в профессиональной деятельности, многолетний добросовестный труд[49]

## Семья
Супруга — Людмила Константиновна (род. 1962). Дети — Александр (род. 1989), Елена (род. 1984) и Екатерина (род. 2004).
Его зять — Константин Владимирович Яловой (род. 1984) — депутат Киевского городского совета от партии «Еднисть». Отец Константина Ялового — Владимир Борисович Яловой (род. 1953) — неоднократно избирался депутатом Киевского городского совета, являлся секретарём Киевского городского совета, руководил партией «Еднисть».